# Galvarino (Chile)
Galvarino ist eine Kommune im Süden Chiles. Sie liegt in der Provinz Cautín in der Región de la Araucanía. Sie hat 11.996 Einwohner und liegt ca. 40 Kilometer nordwestlich von Temuco, der Hauptstadt der Region.

## Geschichte
Die Kommune Galvarino wurde nach dem Mapuche Galvarino benannt. Von den Mapuche wurde das Gebiet der Gemeinde auch ursprünglich bewohnt, ehe in den 1880er Jahren im Zuge der Annektierung der Region Araukanien wurde das Gebiet Teil des chilenischen Staates. Bereits 1882 wurde dort eine Fort, das Fort Galvarino, gegründet, dessen Umgebung in der Folge neu besiedelt wurde, vor allem auch von Immigranten aus Deutschland, der Schweiz und Frankreich. In den folgenden Jahren entwickelte sich die Kommune weiter und es wurden erste Geschäfte eröffnet, ehe 1916 Galvarino offiziell den Status einer Kommune zuerkannt bekam. Daraufhin wurden dort auch unter anderem ein Krankenhaus sowie eine Polizei- und Feuerwehrstation errichtet.

## Demografie und Geografie
Laut der Volkszählung aus dem Jahr 2017 leben in Galvarino 11.996 Einwohner, davon sind 6032 männlich und 5964 weiblich. 34,6 % leben in urbanem Gebiet, der Rest in ländlichem Gebiet. Die Kommune Galvarino besteht aus einer Vielzahl an kleineren Ortschaften. Die Kommune hat eine Fläche von 568,2 km² und grenzt im Norden an Traiguén, im Osten an Perquenco, im Südosten an Lautaro, im Süden an Temuco, im Südwesten an Cholchol sowie im Nordwesten an Lumaco.
Durch die Ortschaft Galvarino fließt der Río Quillén, durch den Süden der Kommune verläuft außerdem der Río Cholchol.

## Wirtschaft und Politik
In Galvarino gibt es 116 angemeldete Unternehmen. Dabei spielt vor allem die Land- und Forstwirtschaft noch immer eine wichtige Rolle. Der aktuelle Bürgermeister von Galvarino ist Marcos Hernandez Rojas von der christdemokratischen PDC. Auf nationaler Ebene liegt Galvarino im 49. Wahlkreis, unter anderem zusammen mit Melipeuco, Lautaro und Curacautín.

## Kultur
Noch heute ist die Kultur von Galvarino stark von den Mapuche geprägt. So wurde dort im Jahr 2013 Mapudungun als offizielle Amtssprache anerkannt. Daneben ist heute auch der Schweizer Einfluss in der Gemeinde gut erkennbar.

## Fotogalerie

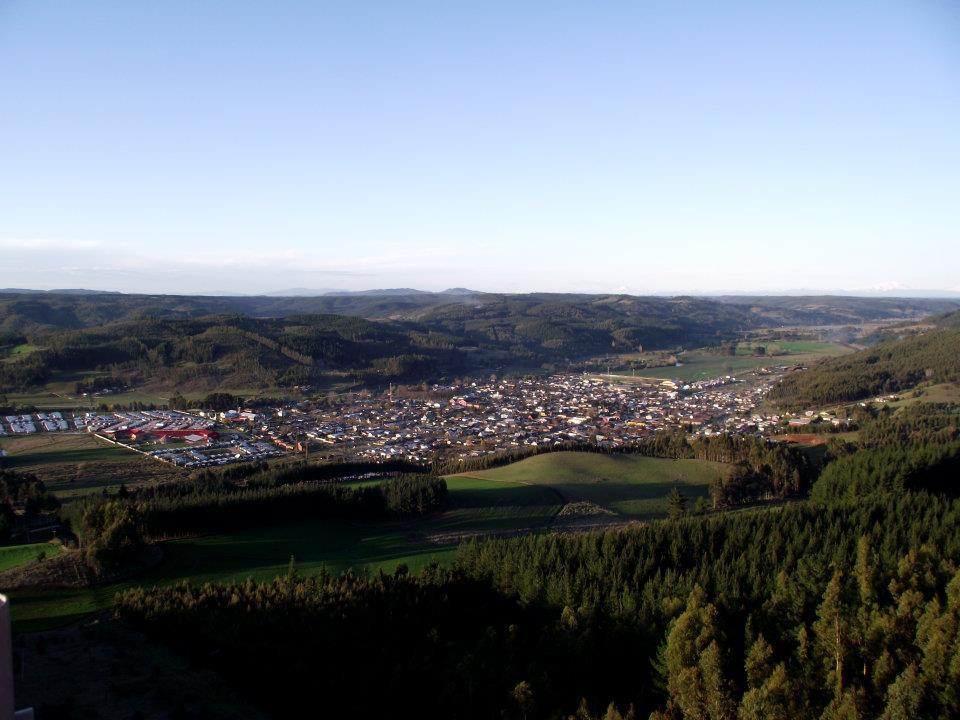
Blick auf Galvarino
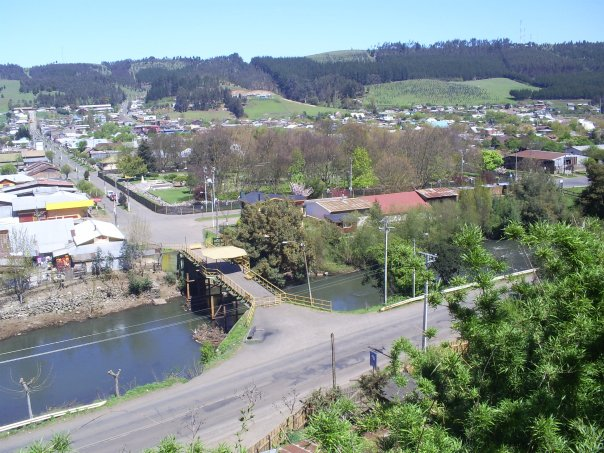
Galvarino
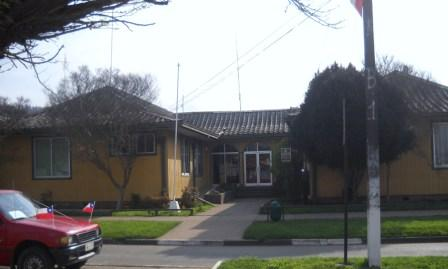
Rathaus von Galvarino
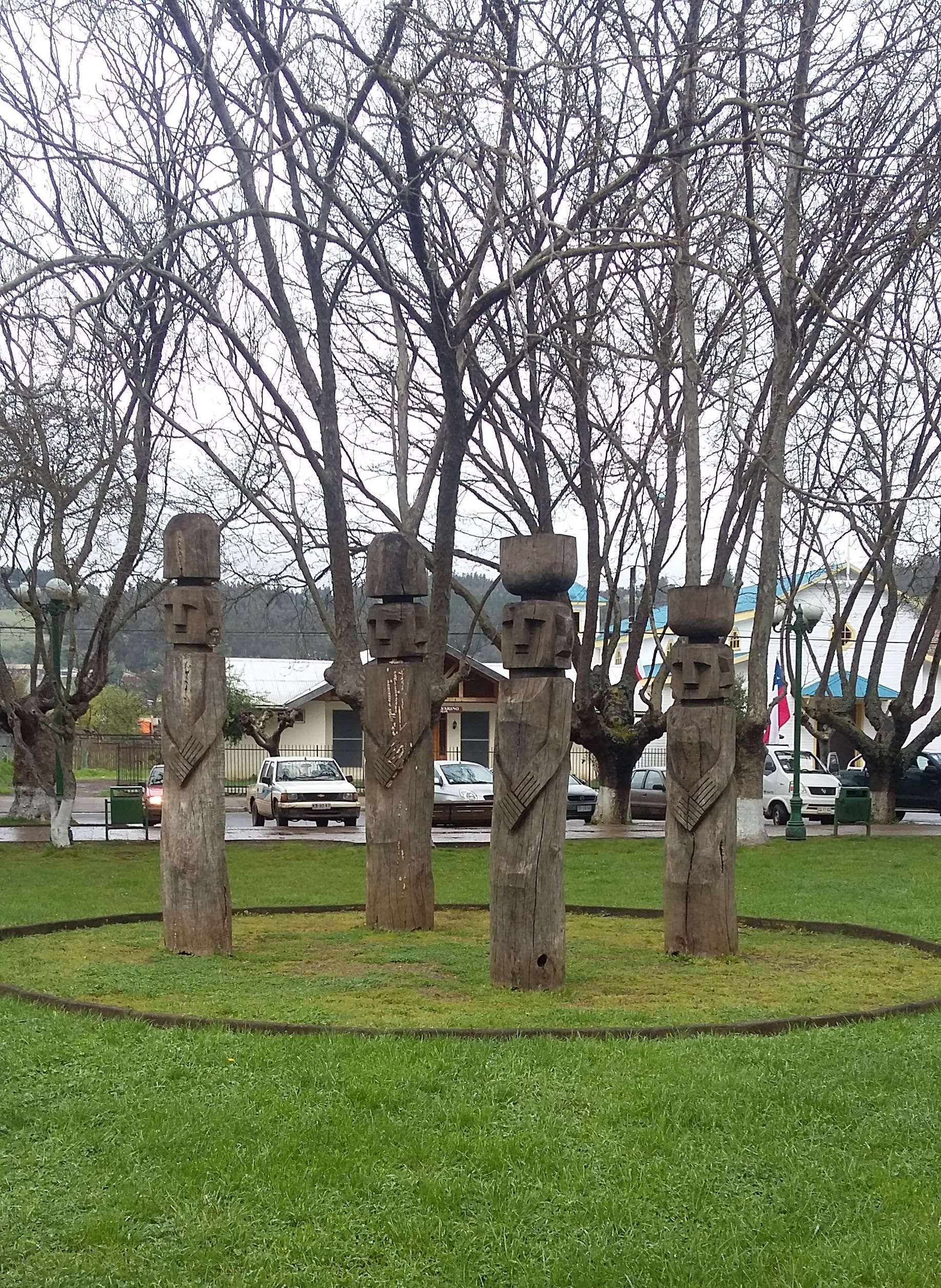
Chemamüll auf der Plaza von Galvarino
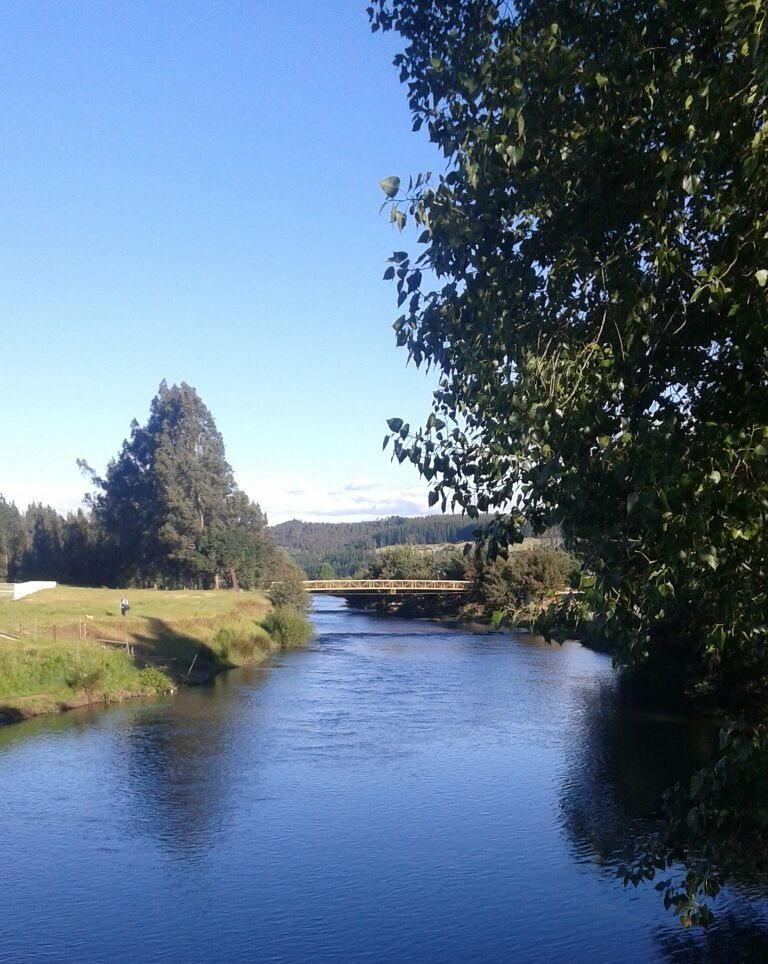
Der Río Quillen in Galvarino
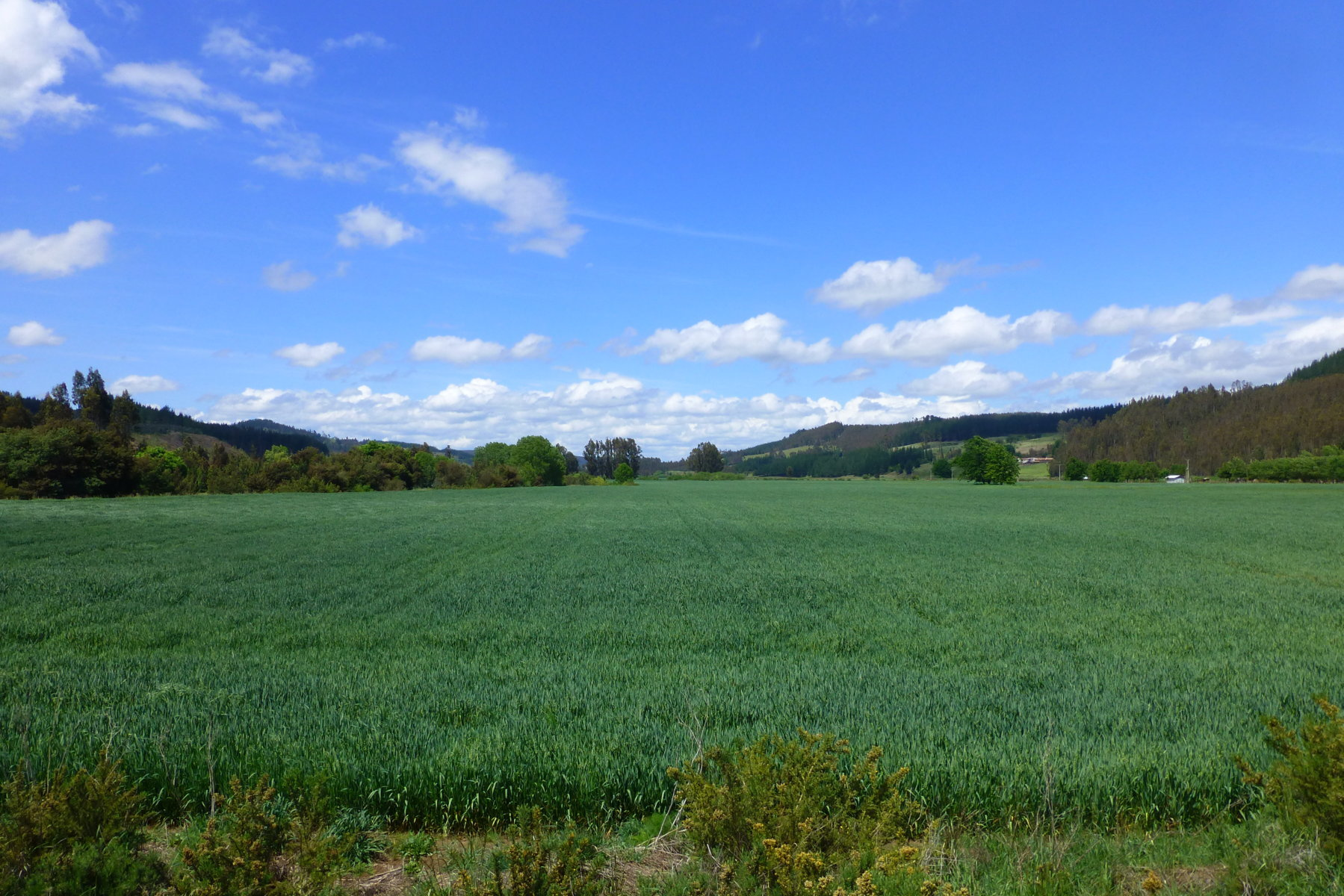
Das Valle de Quillen